# Иско
Франси́ско Рома́н Аларко́н Суа́рес (исп. Francisco Román Alarcón Suárez, испанское произношение: [fɾanˈθisko roˈman alaɾˈkon ˈswaɾeθ]), более известный как И́ско (исп. Isco, [ˈisko]; род. 21 апреля 1992[…], Бенальмадена) — испанский футболист, атакующий полузащитник клуба «Реал Бетис». Выступал за сборную Испании. Участник Олимпийских игр 2012 года и чемпионата мира 2018 года.

## Клубная карьера

### «Валенсия»
Иско — воспитанник «Валенсии». Дебютировал в первой команде в матче на Кубок Испании с командой «Логроньес». Эта игра завершилась победой «Валенсии» со счётом 4:1, Иско отметился двумя забитыми мячами. Дебют в Ла Лиге состоялся 14 ноября 2010 года, в матче с «Хетафе», который закончился победой «Валенсии» 2:0. Иско вышел на замену на 73 минуте вместо Арица Адуриса. Полузащитник выступал в основном за резервную команду клуба, в сезоне 2010/11 забив 15 голов, он помог резервистам выйти в третий дивизион.

### «Малага»
В середине июля 2011 года Иско, отказавшийся продлевать контракт с родной «Валенсией», перешёл в «Малагу» за 6 млн евро.
22 сентября 2011 года в матче против «Барселоны», Иско дебютировал в новой команде. 21 ноября того же года в поединке против «Расинга», полузащитник забил свой первый гол за клуб и помог «Малаге» победить, 1:3.
18 сентября 2012 года в дебютном матче «Малаги» в Лиге чемпионов против петербургского «Зенита», Иско забил два гола, которые помогли его команде одержать крупную победу 3:0, а сам футболист был признан лучшим игроком матча. 29 сентября 2012 года в матче против «Бетиса», Иско забил гол и помог «Малаге» добиться крупной домашней победы, 4:0. 20 октября в поединке против «Вальядолида» забил гол и помог своей команде одержать победу — 2:1. В середине октября появилась информация о том, что в зимнее трансферное окно Иско будет приоритетной трансферной целью для «Манчестер Сити», «Ювентуса» и «Барселоны». 27 октября появилась информация о том, что «Малага» близка к продлению контракта с полузащитником. По новым условиям он будет получать 1,5 млн евро в год, контракт будет действовать до 2018 года. 6 ноября 2012 года, в поединке Лиги чемпионов против «Милана», Элизеу забил гол с передачи Иско и вывел «Малагу» в 1/8 финала соревнования впервые в своей истории.
13 ноября Иско был удостоен премии «Открытие года — 2012» от Профессиональной футбольной лиги Испании. 24 ноября в матче против своего бывшего клуба, «Валенсии», он забил гол в конце матча, завершив разгром соперника, 4:0.
В конце 2012 года Иско был удостоен титула Golden Boy. 22 декабря в матче против мадридского «Реала», гол полузащитника принёс «анчоусам» первую за 29 лет домашнюю победу над королевским клубом. 13 марта 2013 года в ответном матче 1/8 финала Лиги чемпионов против португальского «Порту», Иско забил гол, который помог его команде победить и впервые в истории выйти в 1/4.

### «Реал Мадрид»
27 июня 2013 года было объявлено о трансфере игрока в «Реал Мадрид». Иско подписал контракт сроком на 5 лет. Сумма трансфера составила 30 млн евро. 3 июля Иско был представлен в качестве футболиста королевского клуба. На презентации присутствовало 8 тысяч болельщиков. 18 августа в дебютном матче за «Реал» против «Бетиса» Иско забил гол и сделал голевую передачу на Карима Бензема. 1 сентября в поединке против «Атлетика» из Бильбао он забил два гола и помог команде выиграть. 17 сентября в матче группового этапа Лиги чемпионов против турецкого «Галатасарая» Иско забил первый гол «Реала» в новом розыгрыше Кубка чемпионов и отдал голевую передачу на Криштиану Роналду.
В 2014 году Иско помог команде выиграть Лигу чемпионов, а также Кубок Испании и Суперкубок УЕФА. 16 декабря в матче клубного чемпионата мира против мексиканского «Крус Асуля» он забил гол. В 2016 году в составе мадридского клуба Иско стал победителем Лиги чемпионов. 10 мая 2017 года в полуфинале Лиги чемпионов против «Атлетико Мадрид» он забил гол. В том же году Иско впервые выиграл чемпионат Испании в составе «Реала».
Летом 2017 года Иско забил победный гол в матче за Суперкубок Европы против английского «Манчестер Юнайтед» и помог своему клубу выиграть очередной трофей. 15 сентября 2017 года продлил контракт с «королевским клубом» до лета 2022 года. В сентябре 2017 года Иско подписал новый контракт со «сливочными» до июня 2022 года. 23 сентября 2017 года в матче 6-го тура чемпионата Испании против «Алавеса» сыграл 200-й матч в футболке мадридского Реала. В течение розыгрыша Лиги Чемпионов УЕФА сезона 2017-18 Иско вышел на поле 11 раз, а «Реал» выиграл кубок в третий раз подряд и 13-й раз в истории клуба, выиграв у «Ливерпуля» со счётом 3-1 в Киеве. В сезоне ЛаЛиги 2019-20, в котором столичный клуб стал чемпионом, Иско вышел на поле 23 раза.
Летом 2022 игрок покинул мадридский клуб.

### Дальнейшая карьера
7 августа 2022 года испанская «Севилья» объявила о подписании с Иско двухлетнего контракта. 21 декабря 2022 года покинул клуб.
Летом 2023 года Иско присоединился как свободный агент к Реалу Бетису. 28 декабря 2023 года продлил контракт с клубом до 30 июня 2027 года.

## Карьера в сборной

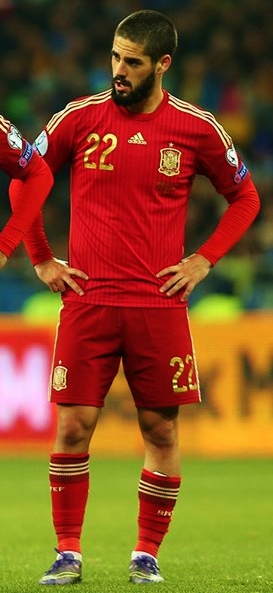
Иско в составе сборной Испании

Иско участвовал на молодёжном чемпионате мира до 17 в 2009 году. Сборная Испании в итоге завоевала бронзу, а Иско помог своей команде, отличившись 3 голами за весь турнир. В 2012 году в составе олимпийской сборной, Иско поехал на Олимпийские игры в Лондон. Сборная Испании не смогла выйти из группы и покинула турнир.
В начале лета 2013 Иско был включен в заявку национальной сборной на участие в чемпионате Европы для команд не старше 21 года. 12 июня в матче группового этапа против молодёжной сборной Нидерландов он забил гол. 15 июня Иско отличился вновь, на этот раз в полуфинальном поединке против Норвегии. В финальном поединке против молодёжной команды Италии он реализовал пенальти и помог своей сборной выиграть золотые медали.
6 февраля 2013 года в товарищеском матче против сборной Уругвая Иско дебютировал за сборную Испании, во втором тайме поединка заменив Андреса Иньесту. 15 ноября 2014 года в поединке отборочного турнира чемпионата Европы 2016 против сборной Беларуси он забил свой первый гол за национальную команду. 27 марта 2018 года в товарищеском матче против сборной Аргентины Иско сделал хет-трик.

### Голы за сборную Испании
| #  | Дата             | Место                                   | Противник   | Счёт | Итог | Соревнование                       |
| -- | ---------------- | --------------------------------------- | ----------- | ---- | ---- | ---------------------------------- |
| 1  | 15 ноября 2014   | Нуэво Коломбина, Уэльва, Испания        | Беларусь    | 1:0  | 3:0  | Квалификация Евро-2016             |
| 2  | 15 ноября 2016   | Уэмбли, Лондон, Англия                  | Англия      | 2:2  | 2:2  | Товарищеский матч                  |
| 3  | 24 марта 2017    | Эль-Молинон, Хихон, Испания             | Израиль     | 4:1  | 4:1  | Квалификация ЧМ-2018               |
| 4  | 2 сентября 2017  | Сантьяго Бернабеу, Мадрид, Испания      | Италия      | 1:0  | 3:0  | Квалификация ЧМ-2018               |
| 5  | 2 сентября 2017  | Сантьяго Бернабеу, Мадрид, Испания      | Италия      | 2:0  | 3:0  | Квалификация ЧМ-2018               |
| 6  | 5 сентября 2017  | Райнпарк, Вадуц, Лихтенштейн            | Лихтенштейн | 0:4  | 0:8  | Квалификация ЧМ-2018               |
| 7  | 6 октября 2017   | Хосе Рико Перес, Аликанте, Испания      | Албания     | 2:0  | 3:0  | Квалификация ЧМ-2018               |
| 8  | 27 марта 2018    | Ванда Метрополитано, Мадрид, Испания    | Аргентина   | 2:0  | 6:1  | Товарищеский матч                  |
| 9  | 27 марта 2018    | Ванда Метрополитано, Мадрид, Испания    | Аргентина   | 3:1  | 6:1  | Товарищеский матч                  |
| 10 | 27 марта 2018    | Ванда Метрополитано, Мадрид, Испания    | Аргентина   | 6:1  | 6:1  | Товарищеский матч                  |
| 11 | 25 июня 2018     | Калининград, Калининград, Россия        | Марокко     | 1:1  | 2:2  | Финальный групповой матч ЧМ-2018   |
| 12 | 11 сентября 2018 | Мануэль Мартинес Валеро, Эльче, Испания | Хорватия    | 6:0  | 6:0  | Лига наций УЕФА 2018/19. Этап лиги |

## Статистика выступлений

### Клубная статистика
| Выступление      | Выступление      | Выступление      | Чемпионат | Чемпионат | Кубок | Кубок | Еврокубки | Еврокубки | Прочие | Прочие | Итого | Итого |
| Клуб             | Лига             | Сезон            | Игры      | Голы      | Игры  | Голы  | Игры      | Голы      | Игры   | Голы   | Игры  | Голы  |
| ---------------- | ---------------- | ---------------- | --------- | --------- | ----- | ----- | --------- | --------- | ------ | ------ | ----- | ----- |
| Валенсия         | Примера          | 2010/11          | 4         | 0         | 1     | 2     | 2         | 0         | —      | —      | 7     | 2     |
| Валенсия         | Итого            | Итого            | 4         | 0         | 1     | 2     | 2         | 0         | —      | —      | 7     | 2     |
| Малага           | Примера          | 2011/12          | 32        | 5         | 3     | 0     | —         | —         | —      | —      | 35    | 5     |
| Малага           | Примера          | 2012/13          | 37        | 9         | 0     | 0     | 10        | 3         | —      | —      | 47    | 12    |
| Малага           | Итого            | Итого            | 69        | 14        | 3     | 0     | 10        | 3         | —      | —      | 82    | 17    |
| Реал Мадрид      | Примера          | 2013/14          | 32        | 8         | 9     | 0     | 12        | 3         | —      | —      | 53    | 11    |
| Реал Мадрид      | Примера          | 2014/15          | 34        | 4         | 4     | 1     | 11        | 0         | 4      | 1      | 53    | 6     |
| Реал Мадрид      | Примера          | 2015/16          | 31        | 3         | 1     | 2     | 11        | 0         | —      | —      | 43    | 5     |
| Реал Мадрид      | Примера          | 2016/17          | 30        | 10        | 4     | 0     | 6         | 1         | 2      | 0      | 42    | 11    |
| Реал Мадрид      | Примера          | 2017/18          | 30        | 7         | 4     | 1     | 11        | 0         | 4      | 1      | 49    | 9     |
| Реал Мадрид      | Примера          | 2018/19          | 27        | 3         | 4     | 2     | 4         | 1         | 2      | 0      | 37    | 6     |
| Реал Мадрид      | Примера          | 2019/20          | 23        | 1         | 1     | 0     | 4         | 1         | 2      | 1      | 30    | 3     |
| Реал Мадрид      | Примера          | 2020/21          | 25        | 0         | 1     | 0     | 3         | 0         | —      | —      | 29    | 0     |
| Реал Мадрид      | Примера          | 2021/22          | 14        | 1         | 3     | 1     | 0         | 0         | —      | —      | 17    | 2     |
| Реал Мадрид      | Итого            | Итого            | 246       | 37        | 31    | 7     | 62        | 6         | 14     | 3      | 353   | 53    |
| Севилья          | Примера          | 2022/23          | 12        | 0         | 1     | 0     | 6         | 1         | —      | —      | 19    | 1     |
| Севилья          | Итого            | Итого            | 12        | 0         | 1     | 0     | 6         | 1         | —      | —      | 19    | 1     |
| Реал Бетис       | Примера          | 2023/24          | 29        | 8         | 1     | 0     | 6         | 1         | —      | —      | 36    | 9     |
| Реал Бетис       | Примера          | 2024/25          | 22        | 9         | 2     | 1     | 8         | 2         | —      | —      | 32    | 12    |
| Реал Бетис       | Итого            | Итого            | 51        | 17        | 3     | 1     | 14        | 3         | —      | —      | 68    | 21    |
| Всего за карьеру | Всего за карьеру | Всего за карьеру | 382       | 68        | 39    | 10    | 94        | 13        | 14     | 3      | 529   | 94    |

## Достижения

### Командные
«Реал Мадрид»
- Чемпион Испании (3): 2016/17, 2019/20, 2021/22
- Обладатель Кубка Испании: 2013/14
- Обладатель Суперкубка Испании (3): 2017, 2019/20, 2021/22
- Победитель Лиги чемпионов УЕФА (5): 2013/14, 2015/16, 2016/17, 2017/18, 2021/22
- Обладатель Суперкубка УЕФА (3): 2014, 2016, 2017
- Победитель Клубного чемпионата мира (4): 2014, 2016, 2017, 2018

Сборная Испании
- Серебряный призёр Лиги наций УЕФА: 2024/25

Сборная Испании (до 17 лет)
- Бронзовый призёр чемпионата мира среди юношеских команд: 2009

Сборная Испании (до 21 года)
- Чемпион Европы среди молодёжных команд: 2013

Итого: 20 трофеев

### Личные
- Обладатель премии Golden Boy: 2012
- Обладатель трофея «Браво»: 2012
- Прорывной игрок Ла Лиги: 2012
- Лучший игрок чемпионата Европы среди молодёжных команд: 2013
- Лучший игрок сезона в «Реал Мадрид»: 2016/17
- Команда сезона Лиги чемпионов УЕФА: 2016–2017
- Лучший игрок Суперкубка УЕФА: 2017
- Игрок месяца Ла Лиги (2): апрель 2024, март 2025
- Вошёл в символическую сборную Ла Лиги (2): 2023/24[47], 2024/25[48]
- The Athletic Команда сезона в Ла Лиге: 2024–2025
- Лучше игрок Ла Лиги 2023/24 по версии болельщиков MARCA
- Игрок сезона Лиги конференций УЕФА: 2024/25[49]
- Вошëл в символическую сборную Лиги конференций УЕФА: 2024/25[50]